# Ratna Malla
Ratna Malla a fost primul rege independent al lui regatului Kantipur. A fost unul dintre cei șase fii ai lui Jayayakshya Malla. La moartea tatălui său în 1482, el și frații săi au încercat să conducă colegial. Cu toate acestea, Ratna Malla a decis să devină un conducător independent și a creat regatul Kantipur, cu capitala în Kathmandu, în 1484. A fost primul rege nepalez care a invitat comercianții musulmani din Cașmir în Kathmandu. Fratele său mai mare, Raya Malla, era regele în regatul Bhaktapur.